# Inmaculada Concepción (Zurbarán, Nueva York)
Inmaculada Concepción es el tema de un cuadro de Francisco de Zurbarán. Fue realizado en 1656, y consta con el número 249 en el catálogo razonado y crítico realizado por la historiadora del arte Odile Delenda, especializada en este artista.

## Introducción

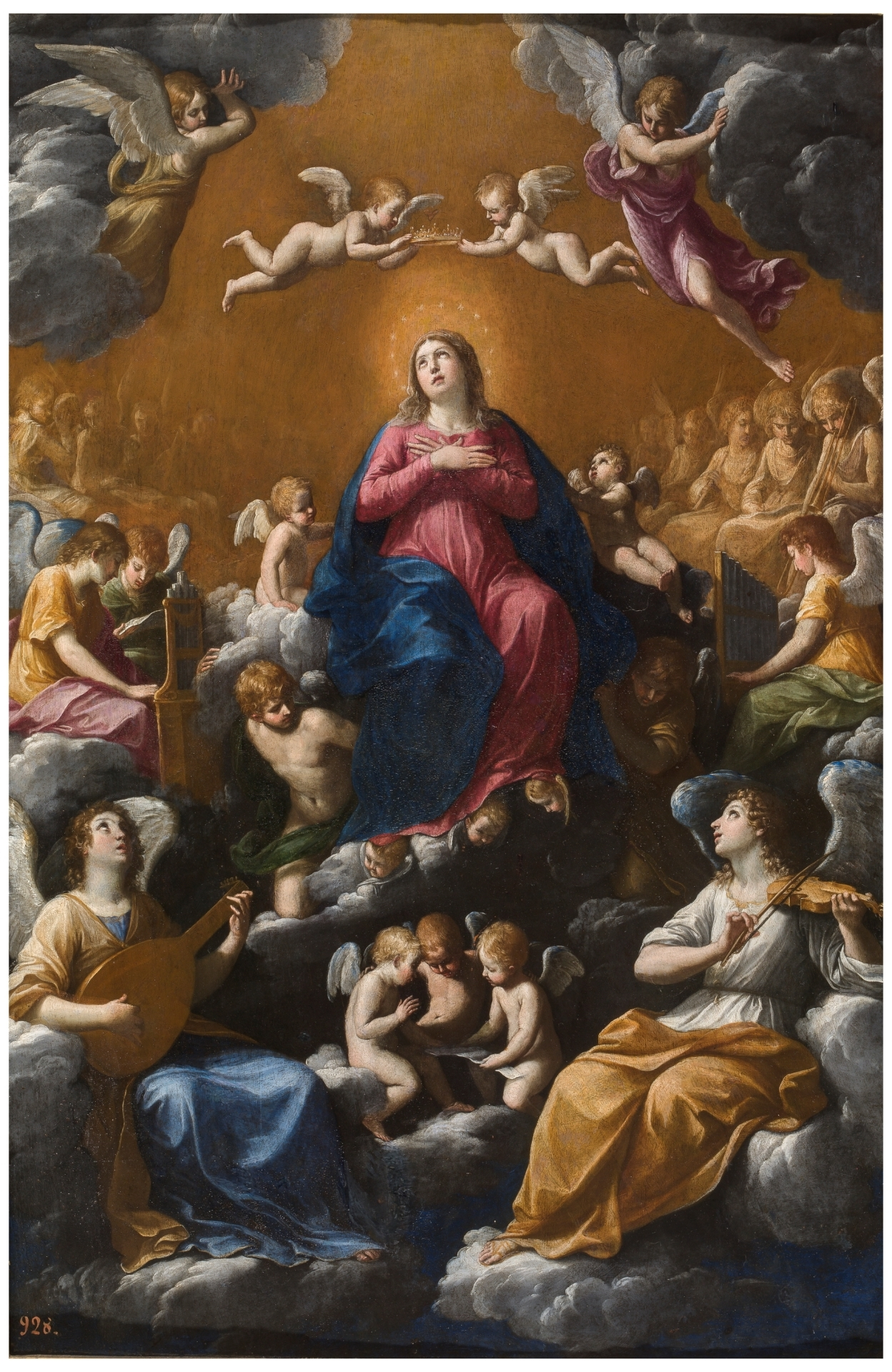
Versión de la Coronación de la Virgen, que Zurbarán pudo haber visto en Madrid

Aunque se desconoce su ubicación original, este lienzo —de notables dimensiones— debió formar parte de un retablo importante. La primera versión conocida de la Inmaculada Concepción realizada por Zurbarán es la Inmaculada de 1632. El presente lienzo contiene una cartela, firmada y fechada en 1636 y, por tanto, sería su segunda Inmaculada. Sin embargo, se aprecian aquí notables diferencias estilísticas e iconográficas con respecto a aquella obra. El pintor renuncia aquí a su tenebrismo primerizo y a la representación frontal de la Virgen, cuyos rostro y silueta aparecen bastante más alargados que en sus primera Inmaculadas. Todo ello sugiere que esta obra pertenece a la madudez de Zurbarán. De hecho, una restauración errónea retocó un 3 sobre el 5 primitivo de la fecha, de forma que el verdadero año de ajecución de este lienzo es 1656.

## Descripción de la obra
Datos técnicos y registrales
- Nueva York, colección privada;
- Pintura al óleo sobre lienzo 203 x 158,5 cm;
- Fecha de realización:1656;

- Catalogado por O. Delenda con el número 249;
- Firmado y fechado en una tarjeta, actualmente cortada, en el ángulo inferior izquierdo: de zurbarán facie/1636.[2]

### Análisis de la obra
Las primeras versiones de Zurbarán sobre esta temática son deudoras de Francisco Pacheco, quien recomendaba representar los «atributos de la tierra [que] se acomodan, acertadamente, por país y los del Cielo, si quieren entre nubes» pero, en la fecha de realización del presente lienzo, las letanías lauretanas ya no necesitan ser tan claramente definidas como en las primeras obras. Así, para presentar las advocaciones celestiales de María, el pintor utiliza dos grupos de putti juguetones, situados a ambos lados de la figura de María. Según Alfonso Pérez Sánchez estos grupos infantiles pudieran estar inspirados en los de la versión de La Coronación de la Virgen de Guido Reni, que Zurbarán pudo haber visto en el Real Alcázar de Madrid en 1634. La composición es menos geométrica que la de las Inmaculadas primerizas. La cabeza de la Virgen —rodeada por un nimbo— está armoniosamente circunscrita por cabecitas de ángeles difuminadas en una nube circular, y se inclina hacia la izquierda del lienzo, mirando hacia abajo. Su figura se inclina levemente, y sus finas manos se juntan con elegancia en actitud de oración.

## Procedencia
1. Expolio napoleónico en España (?);
2. Mánchester, colección Gee (?);
3. Norton Hall, colección Botfield, 1848 (?);
4. Francia, colección privada;
5. Nueva York, colección privada.[2]